# 2015年ベネズエラ国民議会選挙
2015年ベネズエラ議会選挙はベネズエラで実施された選挙である。一院制に移行した1999年憲法以降では4回目の議会選挙であり、ウゴ・チャベス大統領の死後初めて行われた。
その結果、与党PSUVわずか55議席と大敗し、1999年以来初めて議会の支配を失った。一方野党MUDは109議席と先住民枠3議席、合計112議席の過半数を獲獲得た。得票数に関しては、MUDは770万票を獲得し、 2010年の選挙から240万票増加し、ベネズエラの選挙史上最多得票となった。

## 選挙前
2014年以降、ベネズエラ国内では慢性的なハイパーインフレ、暴力、物資不足に起因する一連の抗議行動とデモが続発していた。抗議行動はおおむね平和的だが 、一部はエスカレートし、抗議者と政府軍の両方からの暴力をもたらしました。政府は、野党指導者らを、資本主義および外国勢力による「ファシスト」として抗議を非難した 。

## 選挙制度
167議席が小選挙区比例代表並立制によって選出される。113議席が87選挙区の小選挙区制|により、51議席が 23州と首都圏に厳正拘束名簿式比例代表制のドント方式により選出される。3議席の先住民枠はコミュニティによって選出される。 

## 経過
選挙に至るまで、その公平性と信頼性に関して深刻な問題が懸念されていた。  、米州機構のルイスアルマグロ事務局長は2015年11月10日の声明で、ベネズエラの選挙プロセスを非難し、与党PSUVは、公共資産の浪費や疑わしい投票シートの作成など、不当な優位性を持っていると指摘しました。そして、野党の政治家を失格にすることによって、「...困難が野党にのみ影響を与えることを心配している」と述べた。 

## 結果
与党PSUVわずか55議席と大敗し、1999年以来初めて議会の支配を失った。一方野党MUDは109議席と先住民枠3議席、合計112議席の過半数を獲獲した。得票数に関しては、MUDは770万票を獲得し、 2010年の選挙から240万票増加し、ベネズエラの選挙史上最多得票となった。
|  | 民主統一会議             | 7,728,025 | 56.21 | 109 | 45       |
|  | 正義第一                 | –         | –     | 33  | 22       |
|  | 民主主義行動             | –         | –     | 25  | 12       |
|  | 新時代                   | –         | –     | 18  | 3        |
|  | 民意                     | –         | –     | 14  | 新着     |
|  | 急進大義                 | –         | –     | 4   | 1        |
|  | ベネズエラの進歩的な動き | –         | –     | 4   | 2        |
|  | アカウントをクリアする   | –         | –     | 2   | 新着     |
|  | プログレッシブアドバンス | –         | –     | 2   | 1        |
|  | プロジェクトベネズエラ   | –         | –     | 2   | 1        |
|  | 無所属                   | –         | –     | 2   | 8        |
|  | ベネズエラ               | –         | –     | 1   | 新着     |
|  | 新興の人々               | –         | –     | 1   | 新着     |
|  | 勇敢な人民同盟           | –         | –     | 1   | 増減なし |

|  | 大いなる愛国者極          | 5,625,248 | 40.92 | 55 | 44 |
|  | ベネズエラ統一社会党      | –         | –     | 52 | 44 |
|  | ベネズエラ共産党          | –         | –     | 2  | 1  |
|  | 建国200年の共和党の先駆者 | –         | –     | 1  | 1  |

|                   | その他            | 394,177    | 2.87  | 0   | 2        |
|                   | 先住民族の席      | –          | –     | 3   | 増減なし |
| 無効/空白の投票   | 無効/空白の投票   | 686,119    | –     | –   | –        |
| 合計              | 合計              | 14,385,349 | 100   | 167 | 2        |
| 登録有権者/投票率 | 登録有権者/投票率 | 19,504,106 | 74.17 | –   | –        |
| 出典： CNE        |                   |            |       |     |          |

## 選挙後の反応

### 国内
AP通信によると、MUDの歴史的勝利が伝えられるとカラカスの街で祝う声や花火が聞こえた。 演説ではマドゥロ大統領は敗北を認め、ベネズエラの民主主義と憲法は勝利を収めたと述べた。  MUDのリーダーであるヘスス・トレアルバは、選挙での勝利が伝えられると、支持者に対し「国は変化を望んでおり、その変化は今日始まっている」と語った。 野党の有力政治家であるエンリケ・カプリレス・ラドンスキーは、次のように述べています。「ベネズエラが勝ちました。それは不可逆的です」とコメントした。 
1週間強、マドゥロ大統領が「私はすべての権力を議会に与えるつもりです」と述べた「国民議会」を国会が創設しました。 . .この議会は、草の根からの立法メカニズムになるでしょう。共同議会へのすべての権力」。 この動きは、「来るべき野党が支配する国会を傍観し、飛躍させる」試みとして説明されており、そのような行動は、将来、ベネズエラの不安定化と二極化につながる可能性がある。 

### 国際情勢
ベネズエラの債券は、選挙でMUDの勝利が伝えられると、約1〜3セントで全面的に拡大し、Exotix証券のアナリストは次のように述べています。「世論調査は勝利を示唆したが、それが議席につながるかどうかは別の問題だった。また、（政府は）結果を受け入れたようだ」と述べた。 
アルゼンチンのマウリシオ・マクリ大統領は、政府が民主主義を尊重しないことを理由にベネズエラをメルコスールから排除するよう要請すると発表した。マデュロが彼の党の敗北を認めたとき、彼はこの計画を断った。 しかし、選挙の1年後、2016年12月1日、ベネズエラはメルコスールから停止されました。 

## 注記と参照
1. ↑  “CNE dio a conocer distribución de diputados a elegir en todo el país”. El Universal (2015年5月7日). 2015年5月9日閲覧。
2. ↑  President of Justice First, leading party on the coalition.
3. ↑  Vice-President of the PSUV National Bureau. The PSUV President is Nicolás Maduro
4. 1 2  “Divulgacion Elecciones Parlamentarias”.   Consejo Nacional Electoral. 2015年12月8日閲覧。
5. ↑  “Henry Ramos Allup será el nuevo presidente de la AN” (スペイン語). El Universal (2016年1月3日). 2015年1月3日閲覧。
6. ↑  “Protestas aumentan 278% en primer semestre 2014” (スペイン語). La Patilla. (2014年7月17日) 2015年4月9日閲覧。
7. ↑  Milne. “Venezuela protests are sign that US wants our oil, says Nicolás Maduro”.   The Guardian. 2015年4月9日閲覧。
8. ↑  “113 diputados serán electos por voto nominal y 51 por voto lista en parlamentarias”. Agencia Venezolana de Noticias (2015年5月7日). 2015年10月22日時点のオリジナルよりアーカイブ。2019年3月29日閲覧。
9. ↑  “Venezuela’s regime is in a scared and ugly mood”. The Economist. (2015年11月14日) 2015年11月14日閲覧。
10. ↑  Chinea, Eyanir; Ellsworth, Brian; Gupta, Girish; Craft, Diane (2015年11月10日). “OAS chief slams Venezuela over election observation”. Reuters 2015年11月14日閲覧。
11. ↑  Dreier, Hannah (2015年12月7日). “Venezuela's Opposition Wins Control of National Assembly”. ABC News 2015年12月7日閲覧。
12. ↑  “Venezuela opposition wins parliamentary majority”. BBC News. (2015年12月7日) 2015年12月7日閲覧。
13. ↑  “After losing control of Parliament, Venezuelan socialists create a new one” (英語). Fox News Latino. (2015年12月16日).  オリジナルの2015年12月19日時点におけるアーカイブ。 2015年12月20日閲覧。
14. ↑  “Government-sponsored creation of 'National Communal Parliament' in Venezuela underlines efforts to sideline recently elected opposition-controlled legislature”. IHS Jane's. 2015年12月20日閲覧。
15. ↑  “Weaker oil hits rouble, Venezuela bonds up on election”. The Economic Times. (2015年12月7日) 2015年12月7日閲覧。
16. ↑  Oliver Stuenkel (2015年12月7日). “Maduro’s acceptance of election results is early foreign policy win for Macri”.   Post-Western World. 2015年12月16日閲覧。
17. ↑  “Mercosur suspends Venezuela for failure to follow rules”. Associated Press. (2016年12月2日) 2016年12月2日閲覧。